# Christopher Smith (Filmregisseur)
Christopher Smith (* 1970 in Bristol, England) ist ein britischer Filmregisseur und Drehbuchautor.
Im Jahr 2004 inszenierte er mit dem Horrorfilm Creep seinen ersten Kinofilm, für den er das Drehbuch verfasste. Zuvor hatte 1997 und 1998 jeweils einen Kurzfilm gedreht. 2006 drehte er mit Severance seinen zweiten Film im Horrorgenre, dieses Mal jedoch gespickt mit schwarzem Humor. Hierfür wurde er 2007 auf dem Bucheon International Fantastic Film Festival mit dem Publikumspreis in der Kategorie Bester Film ausgezeichnet. 
2009 inszenierte er Triangle – Die Angst kommt in Wellen, ein Filmdrama und Mysterythriller. Im Jahr darauf kehrte er mit Black Death in das Horrorgenre zurück, wobei die Handlung des Films im Mittelalter spielt. An dieser Produktion war er erstmals nicht zugleich als Drehbuchautor beteiligt.
2012 entstand die unter seiner Regie die zweiteilige Fernsehproduktion Das verlorene Labyrinth.

## Filmografie (Auswahl)
- 2004: Creep
- 2006: Severance
- 2009: Triangle – Die Angst kommt in Wellen (Triangle)
- 2010: Black Death
- 2012: Das verlorene Labyrinth (Labyrinth, Fernsehfilm)
- 2014: Rettet Weihnachten! (Get Santa)
- 2016: To Kill a Man – Kein Weg zurück (Detour)
- 2020: Alex Rider (Episode 5–8)
- 2023: Spy/Master[1]
- 2023: Consecration